# Campeonato Mundial de Atletismo Sub-20 de 2022 - 3000 m masculino
A prova dos 3000 metros masculino do Campeonato Mundial de Atletismo Sub-20 de 2022 ocorreu entre os dias 3 a 5 de agosto de 2022 no Estádio Olímpico Pascual Guerrero, em Cali, na Colômbia.

## Recordes
Antes desta competição, os recordes mundiais e do campeonato nesta prova eram os seguintes:
|       | Nome              | Nacionalidade | Tempo   | Local    | Data                 |
| ----- | ----------------- | ------------- | ------- | -------- | -------------------- |
| WU20R | Yomif Kejelcha    | Etiópia       | 7:28.19 | Paris    | 27 de agosto de 2016 |
| CR    | Tadese Worku      | Etiópia       | 7:42.09 | Nairóbi  | 18 de agosto de 2021 |
| WU20L | Reynold Cheruiyot | Quênia        | 7:39.09 | Djibouti | 25 de março de 2022  |

## Medalhistas
| Ouro                 | Prata             | Bronze               |
| Melkeneh Azize (ETH) | Felix Korir (KEN) | Edwin Kisalsak (KEN) |

## Cronograma
Todos os horários são locais (UTC-5).
| Data        | Hora  | Evento  |
| ----------- | ----- | ------- |
| 3 de agosto | 06:00 | Bateria |
| 5 de agosto | 15:09 | Final   |

## Resultados

### Bateria
Qualificação: Os 6 primeiros de cada bateria (Q) e os 3 tempos mais rápidos (q).
| Posição | Bateria | Atleta                      | Nacionalidade  | Tempo   | Notas |
| ------- | ------- | --------------------------- | -------------- | ------- | ----- |
| 1       | 2       | Edwin Kisalsak              | Quênia         | 7:55.60 | Q     |
| 2       | 2       | Habtom Samuel               | Eritreia       | 7:56.70 | Q,    |
| 3       | 2       | Diriba Girma                | Etiópia        | 7:57.16 | Q     |
| 4       | 2       | Rogers Kibet                | Uganda         | 7:57.18 | Q     |
| 5       | 1       | Felix Korir                 | Quênia         | 7:58.12 | Q     |
| 6       | 1       | Dan Kibet                   | Uganda         | 7:59.71 | Q     |
| 7       | 2       | Keita Sato                  | Japão          | 8:00.17 | Q,    |
| 8       | 1       | Melkeneh Azize              | Etiópia        | 8:00.37 | Q     |
| 9       | 2       | Joel Ibler Lillesø          | Dinamarca      | 8:07.34 | Q     |
| 10      | 1       | Nicholas Griggs             | Irlanda        | 8:08.35 | Q     |
| 11      | 2       | Hassan Idleh Diraneh        | Djibuti        | 8:11.08 | q     |
| 12      | 2       | David Šlapák                | Chéquia        | 8:11.55 | q     |
| 13      | 2       | Mario Monreal               | Espanha        | 8:13.49 | q     |
| 14      | 2       | Esten Hansen-Møllerud Hauen | Noruega        | 8:15.70 |       |
| 15      | 1       | Hiroto Yoshioka             | Japão          | 8:15.95 | Q     |
| 16      | 1       | Noah Konteh                 | Bélgica        | 8:16.22 | Q     |
| 17      | 1       | Stefan Nillessen            | Países Baixos  | 8:16.34 |       |
| 18      | 1       | Will Barnicoat              | Reino Unido    | 8:17.32 |       |
| 19      | 1       | Pedro Vázquez               | Espanha        | 8:17.99 |       |
| 20      | 1       | Ian Sánchez                 | México         | 8:19.35 |       |
| 21      | 1       | Yazid Dalla                 | Argélia        | 8:19.92 |       |
| 22      | 1       | Will Anthony                | Nova Zelândia  | 8:21.13 |       |
| 23      | 2       | Lucas Guerra                | Estados Unidos | 8:21.90 |       |
| 24      | 1       | Patrick Clanton             | Austrália      | 8:25.63 |       |
| 25      | 1       | Loann Brelivet              | França         | 8:25.95 |       |
| 26      | 1       | Matěj Hřebačka              | Chéquia        | 8:26.39 |       |
| 27      | 2       | Mohamed Aataati             | Marrocos       | 8:26.66 |       |
| 28      | 2       | Iker Sánchez                | México         | 8:26.95 |       |
| 29      | 1       | Christoph Schrick           | Alemanha       | 8:30.07 |       |
| 30      | 2       | Callum Morgan               | Irlanda        | 8:36.23 |       |
| 31      | 2       | Thomas Diamond              | Austrália      | 8:38.84 |       |
| 32      | 1       | Moheddine Benchahyd         | Marrocos       | 8:43.27 |       |
| 33      | 2       | Esteban Ortega              | Colômbia       | 9:05.92 |       |
| 34      | 2       | Teun Ter Haar               | Países Baixos  | DNF     | DNF   |

### Final
A prova final foi realizada no dia 5 de agosto às 15:09. 
| Posição           | Atleta               | Nacionalidade | Tempo   | Notas           |
| ----------------- | -------------------- | ------------- | ------- | --------------- |
| Medalha de ouro   | Melkeneh Azize       | Etiópia       | 7:44.06 |                 |
| Medalha de prata  | Felix Korir          | Quênia        | 7:47.86 | Recorde pessoal |
| Medalha de bronze | Edwin Kisalsak       | Quênia        | 7:49.82 | Recorde pessoal |
| 4                 | Diriba Girma         | Etiópia       | 7:50.63 |                 |
| 5                 | Rogers Kibet         | Uganda        | 7:50.95 | Recorde pessoal |
| 6                 | Joel Ibler Lillesø   | Dinamarca     | 7:56.40 |                 |
| 7                 | Dan Kibet            | Uganda        | 8:02.08 |                 |
| 8                 | Habtom Samuel        | Eritreia      | 8:03.98 |                 |
| 9                 | Nicholas Griggs      | Irlanda       | 8:04.42 |                 |
| 10                | Hassan Idleh Diraneh | Djibuti       | 8:11.38 |                 |
| 11                | David Šlapák         | Chéquia       | 8:18.55 |                 |
| 12                | Noah Konteh          | Bélgica       | 8:18.61 |                 |
| 13                | Mario Monreal        | Espanha       | 8:18.71 |                 |
|                   | Keita Sato           | Japão         |         | DNS             |
|                   | Hiroto Yoshioka      | Japão         |         | DNS             |

Legenda
| Recorde mundial       | Recorde mundial (World record)               |                       | Recorde africano                      | Recorde africano (African) |                                           | Q | Classificado por posição (Qualified) |
| Recorde do campeonato | Recorde do campeonato (Championship record)  | Recorde da América    | Recorde da América (Americas)         | q                          | Classificado por melhor tempo (Qualified) |   |                                      |
| Melhor marca do ano   | Melhor marca do ano (World leading)          | Recorde asiático      | Recorde asiático (Asian)              | DNS                        | Não largou (Did not start)                |   |                                      |
| Recorde nacional      | Recorde nacional (National record)           | Recorde europeu       | Recorde europeu (European)            | DNF                        | Não terminou (Did not finish)             |   |                                      |
| Recorde pessoal       | Recorde pessoal do atleta (Personal best)    | Recorde da Oceania    | Recorde da Oceania (Oceania)          | DSQ / DQ                   | Desclassificado (Disqualified)            |   |                                      |
| Recorde da temporada  | Recorde da temporada do atleta (Season best) | Recorde sul-americano | Recorde sul-americano (South America) | NM                         | Sem marca (No mark)                       |   |                                      |